# Fête de l'Indépendance (Algérie)
Pour les articles homonymes, voir Jour de l'Indépendance.
La Fête de l'Indépendance (arabe : عيد الاستقلال, en français : « Jour de l'Indépendance »), est une fête nationale en Algérie commémorant l'indépendance de l'Algérie coloniale vis-à-vis de la France le 5 juillet 1962. Célébrée chaque année le 5 juillet, la fête est marquée par l'organisation de cérémonies glorifiant l'histoire du combat du peuple algérien. Se déroulent notamment des défilés, des parades, des concerts et des feux d’artifice.

## Histoire
(février 2024).
Le contenu est difficilement compréhensible vu les erreurs de traduction, qui sont peut-être dues à l'utilisation d'un logiciel de traduction automatique.

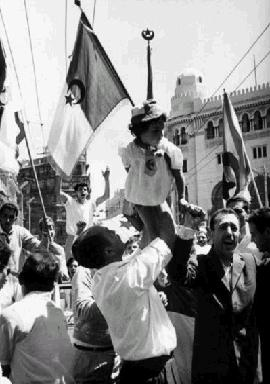
Population en liesse après la proclamation officielle de l'indépendance (5 juillet 1962).

La guerre d'indépendance algérienne commence en novembre 1954 et se termine en 1962. Cette guerre brutale et longue est un tournant majeur de l'histoire récente de l'Algérie. Bien que fratricide au départ, elle finit par unir les Algériens et a élevé la valeur de l'indépendance et la philosophie de l'anticolonialisme dans la conscience nationale. Les tactiques abusives de l'armée française restent un sujet controversé en France à ce jour.
Le matin du 1er novembre 1954 ( à 00h00), le Front de Libération Nationale (FLN) lance des attaques dans toute l'Algérie, commençant ainsi la guerre d'indépendance. Un tournant important dans cette guerre est le massacre de civils par le FLN près de la ville de Philippeville, aujourd'hui appelée Skikda, en août 1955. Le gouvernement affirme avoir tué 1 273 guérilleros en représailles. Selon le FLN, 12 500 musulmans sont tués[réf. nécessaire] dans un sanglant massacre par les forces armées et la police, ainsi que des gangs de colons. Après Philippeville, la guerre totale éclate en Algérie. Le FLN combat en grande partie en utilisant des tactiques de guérilla, tandis que les tactiques de contre-insurrection françaises comprennent souvent de sévères représailles et une répression.
Finalement, de longues négociations conduisent à un cessez-le-feu signé par la France et le FLN, le 18 mars 1962 à Évian. Les accords d'Évian prévoient la poursuite des relations économiques, financières, techniques et culturelles, ainsi que des arrangements administratifs provisoires jusqu'à la tenue d'un référendum sur l'autodétermination. Les accords d'Évian garantissent les droits religieux et de propriété des colons français, mais l'impression qu'ils ne seraient pas respectés conduit à l'exode d'un million de pieds-noirs et de harkis.
On estime entre 350 000 et 1 million le nombre d'Algériens morts pendant la guerre, ainsi que le déplacement de 2 millions de réfugiés, sur une population musulmane totale de 9 ou 10 millions, déplacés de force dans des camps contrôlés par le gouvernement. Une grande partie de la campagne et de l'agriculture a été dévastée, ainsi que l'économie moderne, qui était dominée par les colons européens urbains (les pieds-noirs). Des sources françaises estiment qu'au moins 70 000 civils musulmans ont été tués ou enlevés et présumés tués par le FLN pendant la guerre d'Algérie. Près d'un million de personnes d'origine majoritairement française, espagnole et italienne ont été contraintes de fuir l'Algérie à l'indépendance en raison des divisions insurmontables provoquées par la guerre civile et les menaces proférées par des unités du FLN victorieux. Avec eux ont fui la plupart des Algériens d'origine juive et les Algériens musulmans qui avaient soutenu une Algérie française (harkis), 30 à 150 000 musulmans pro-français ont également été tués en Algérie par le FLN lors des représailles d'après-guerre.
Le président français Charles de Gaulle proclame l'indépendance de l'Algérie le 3 juillet. La décision est publiée au journal officiel le lendemain. Les dirigeants algériens déclarent le 5 juillet jour de l'Indépendance, cette date est symbolique, elle fait référence à la capitulation du dey d'Alger en 1830 et donc à l'arrivée des Français à Alger.

## Coutumes

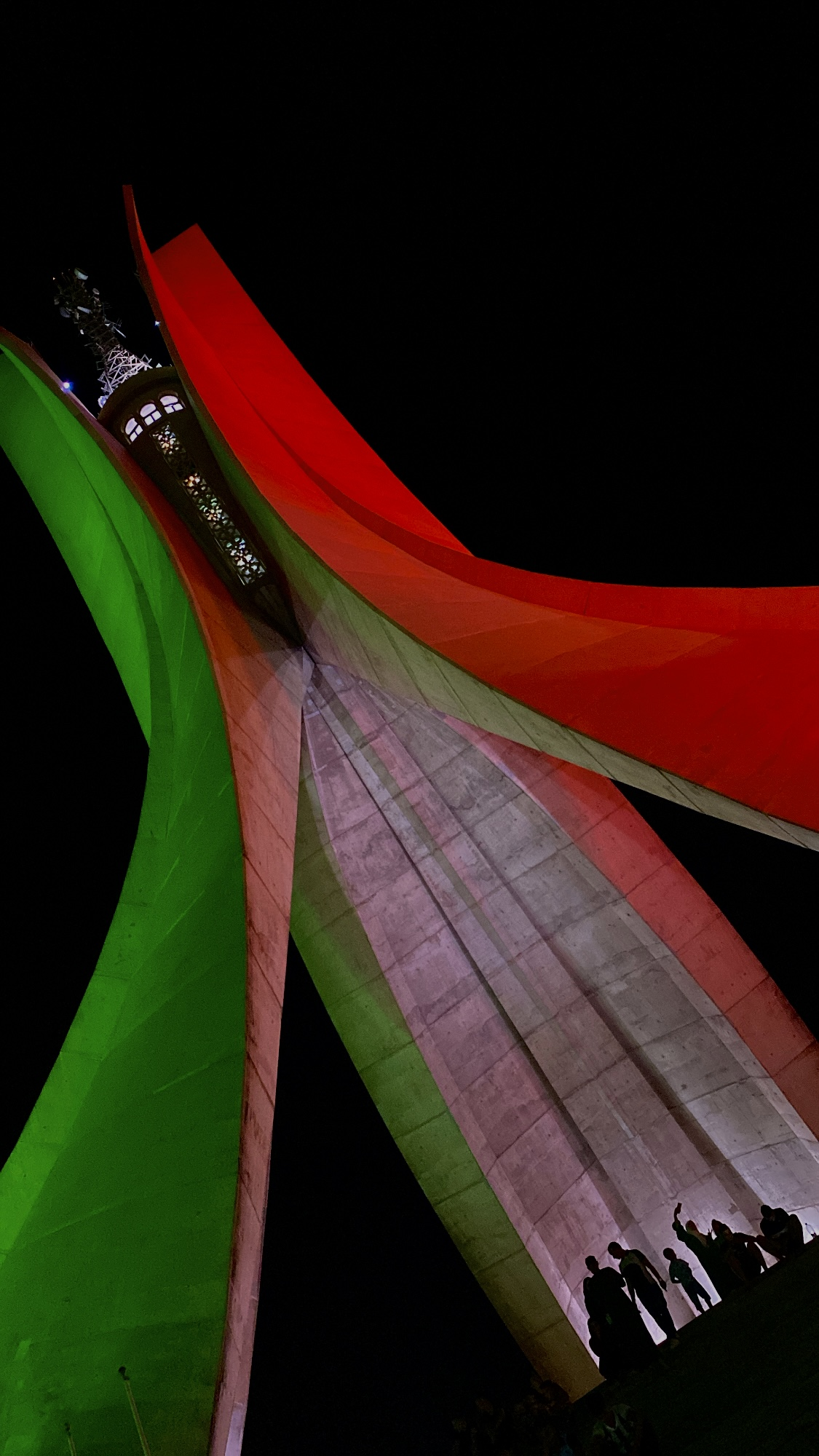
Le Mémorial du Martyr aux couleurs du drapeau algérien et en hommage à ses martyrs.

Le jour de l'indépendance est un jour férié national marqué par des activités et des festivités commémoratives à travers toutes les régions du pays. Les célébrations ont souvent lieu en extérieur. En tant que jour férié national, les institutions nationales non nécessaires sont fermées. La préparation de cet évènement est confiée à une commission nationale, placée sous l'autorité du Premier ministre, qui veille à mettre un programme riche et diversifié comportant une multitude d'activités et de rencontres historiques, culturelles, scientifiques et sportives.
Le 4 juillet, le président de la république adresse à la Nation un message diffusé sur les chaînes de télévision nationales.
Dans la matinée du 5 juillet, le président de la République, se recueille au Mémorial du Martyr à la mémoire des martyrs de la Révolution du 1ᵉʳ novembre 1954. Il dépose une gerbe de fleurs devant la stèle commémorative et récite la Fatiha du Saint Coran à la mémoire des martyrs de la Guerre de libération nationale. Le recueillement se fait en présence des hauts responsables civils et militaires.